# Стивън Грийн
Стивън Дейл Грийн (на английски: Steven Dale Green; р. 2 май 1985 г.) е бивш военнослужещ от армията на САЩ със звание „редник първи клас“.
Обвинен е в извършване на следните два типа военни престъпления на 12 март 2006 г. в Махмудия, Република Ирак:
- изнасилване на 14-годишна иракчанка Абир Касим Хамза ал-Джанаби в дома на нейното семейство.
- убийство на Абир Касим Хамза ал-Джанаби, нейната сестра Хадеел (5 г.), баща им Касим Хамза Рахеем (45 г.) и майка им Фахрия Таха Мусен (34 г.)